# ドワーフスネークヘッド
ドワーフスネークヘッド（学名：Channa gachua）は、スズキ目タイワンドジョウ科に分類される魚類。

## 分布
インド、インドネシア（ジャワ島、ボルネオ島）、スリランカ、中華人民共和国南部からパキスタン

## 形態
全長20センチメートル。英名dwarfは「小人」の意。腹鰭がある。

## 生態
繁殖形態は卵生。200-300個の卵を産む。卵は3日で孵化する。卵が孵化するまでは主にオスが口中で保護する。卵が孵化するとメスはオスの周囲を防衛し、また無精卵を食用として稚魚に与える。

## 人間との関係
ペットとして飼育されることもあり、日本にも輸入されている。飼育下繁殖例もある。